# Plop!
Plop! var en svensk skämttidning utgiven av Williams Förlag. Fem nummer utgavs under åren 1975–1976. Mycket bilder med ljudeffekter (därav namnet), av bland annat Sergio Aragones. Kan betraktas som en spinoff till Svenska Mad.
Den amerikanska förlagan utgavs 1973–1976 med 24 nummer.